# ルイス・エステベス
ルイス・ラウル・エステベス・ヴォルケルス（Luis Raul Esteves Völckers, 1893年 - 1958年3月12日）は、アメリカの軍人。プエルトリコ人として、またヒスパニック系アメリカ人として、初めてアメリカ陸軍士官学校を卒業した人物であり、またプエルトリコ州兵の創設者でもある。

## 若年期
1893年にプエルトリコ・アグアディヤにて生を受ける。両親ともアグアディヤの生まれであり、父フランシスコ・エステベス・ソリアーノ(Francisco Esteves Soriano)はスペイン陸軍の軍人で、母エネディナ・ヴォルカース・ヴァン・デラ・ディース(Enedina Völckers Van der Dijs)はドイツ・オランダ系の血を引く主婦であった。ルイス・エステベスはアグアディヤで初等教育を受けた後、マヤグエスの高校に通った。
米西戦争勃発後、プエルトリコはアメリカ合衆国による併合を受けるが、エステベス・ヴォルカース家は新たな支配者たるアメリカを受け入れた。父は息子が一家の伝統を継いで軍人の道を選ぶ事を望んでいた。母は息子がアメリカ本国に留学し、技術者になることを望んでいたものの、当時のエステベス・ヴォルカース家の貧しい経済状況は母の希望を叶えられるものではなかった。
ルイス・エステベスは米陸軍士官学校受験生募集の新聞広告を見て、両親に告げぬままこれに応募し、入学試験に合格する。こうして彼は初めて米陸軍士官学校への入学を果たした、また後には初めて卒業を果たす事になるプエルトリコ人となったのである。

## ウェストポイントにて
陸軍士官学校では第二言語としてスペイン語を選んでいた同窓生であるドワイト・D・アイゼンハワー候補生の個別指導を担当していた。1915年、エステベスは陸軍士官学校初のプエルトリコ人卒業生として卒業する。同窓生にはアイゼンハワーの他にオマール・ブラッドレーがいた。なお、彼ら1915年度卒業生の多くが将軍にまで出世した事から、後に1915年度卒業生は「星の降り注いだクラス」(the class the stars fell on)と通称される事になるが、彼らの中で最初に将軍になったのはエステベスであった。卒業後、エステベスには市民権の問題が降りかかった。当時、行政上の都合からプエルトリコ人は米国市民と区別されており、米陸軍将校に任官できるのは米国市民のみと定められていたのである。しかし陸軍省ではアメリカ独立戦争の折にフランス人のラファイエット侯爵やプロイセン人のシュトイベン男爵など外人士官が大陸軍に参加していた前例を探し出し、これに従いエステベスの任官を認めたのである。

## パンチョ・ビリャ事件
少尉任官後、エステベスはジョン・パーシング将軍率いる第8歩兵旅団に配属される。同旅団はパンチョ・ビリャ事件の折、テキサス州エルパソに配置された。またエルパソ到着後、エステベスはメキシコ領内の街ポルヴォ(Polvo)へと送り込まれ、この際に市民からの投票により市長および裁判官を務めている。

## プエルトリコ州兵
エステベスはプエルトリコ人部隊である第23大隊(23rd Battalion)の編成に関与した。同大隊は第一次世界大戦中にはパナマに駐留していた。その後、プエルトリコに設置されたキャンプ・ラス・カサスに派遣され、ポルトリコ連隊(Porto Rico Regiment)に配属される予定だったプエルトリコ人将校らの教育を担当した。なお、同連隊は1919年に第65歩兵連隊と改称されている。こうした勤務の中でプエルトリコにおける州兵組織の必要性を感じた彼は、これの設置を連邦政府およびプエルトリコ議会に提案し、まもなく承認された。1918年、少佐昇進。1919年、プエルトリコ州兵第1連隊が設置された。第一次世界大戦後、エステベスはワシントンD.C.での勤務に移るが、まもなく正規軍勤務の職を辞する。医師により比較的寒冷な地域での滞在は彼の妻にとって致命的な結果をもたらしうるという警告を受けた為であった。その後は島に戻り、プエルトリコ州兵の初代司令官となる。

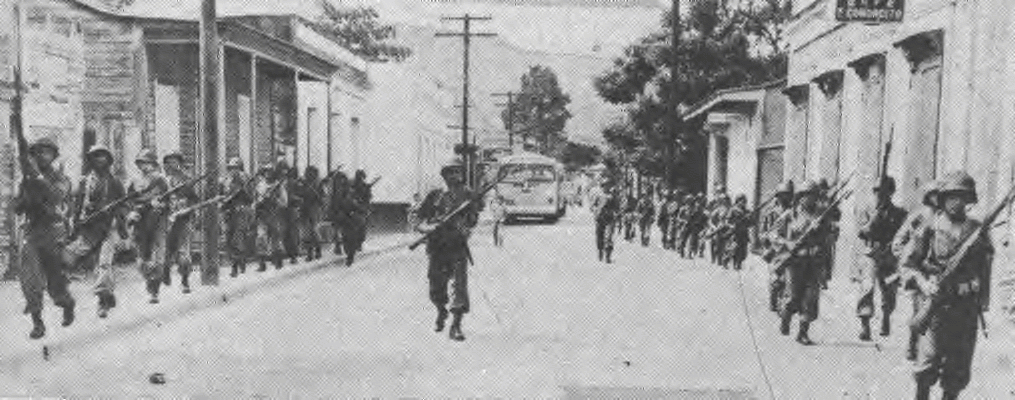
1950年、ハユヤ蜂起の折、エステベスの指揮下で治安維持の為に出動したプエルトリコ州兵。

1940年10月、現役復帰が命じられ、第92歩兵旅団戦闘団の指揮官に任命される。その後、プエルトリコ知事代行のホセ・ミゲル・ガヤルドが彼を呼び戻し、陸軍との共同の元で州兵部隊の訓練を行わせた。エステベスはわずかな期間のうちに、9個連隊の編成および訓練を完了させた。1946年、プエルトリコ州兵の再編を開始し、以後1957年5月に退役するまで州兵の総司令職である上級幕僚(Adjutant General)として務めた。
1950年10月30日、プエルトリコ国民党は米国法による支配およびプエルトリコ自治政府に対する不満からプエルトリコ各地の都市で暴動を起こした（1950年代のプエルトリコ国民党による反乱）。ルイス・ムニョス・マリン知事の要請を受けたエステベスは治安維持の為にプエルトリコ州兵を出動させ、ハユヤ、ウトゥアド、サンフアンなど、各地で国民党派の鎮圧に当たった。

## その後
エステベスは軍事史の研究が趣味で、後に『Los Barrabases』と『¡Los Soldados Son Así!』という2冊の本を発表している。後者の中で、エステベスは大昔から第二次世界大戦までのプエルトリコ兵に関する多くの逸話やジョークについて記している。また友人であり地元の指導者でもあったフアン・ガルシアの協力を得て故郷アグアディヤに2つの劇場を建てている。
1958年3月12日、エステベスはサンフアンにて死去した。米陸軍は彼の名誉を称え、サンフアンの軍事施設のいくつかに「ルイス・R・エステベス将軍」(Gen. Luis R. Esteves)の名称を与え、またプエルトリコ州兵本部前の大通りの名称も「エステベス将軍大通り」(La Calle Gen. Esteves)に改められた。

## 勲章等
ルイス・エステベスは次の勲章等を受章している。
- レジオン・オブ・メリット
- メキシコ従軍記章（英語版）
- 第一次世界大戦戦勝記念章
- アメリカ従軍記章
- 第二次世界大戦戦勝記念章
- 国土防衛従軍章